# Bertrand Kaï
Bertrand Kaï (* 6. Juni 1983 in Hienghène) ist ein neukaledonischer Fußballspieler.

## Karriere

### Verein
Ab mindestens der Saison 2007/08 spielte er bei Hienghène Sport. Zur Spielzeit 2013/14 wechselte er weiter zur AS Magenta, wo er aber auch nur eine Spielrunde verblieb und danach weiter zum FC Gaïtcha wechselte. Seit der Spielzeit 2015/16 steht er nun wieder bei Hienghène unter Vertrag. Mit diesen wurde er auch Gewinner der OFC Champions League 2019.

### Nationalmannschaft
Seinen ersten bekannten Einsatz im Dress der neukaledonischen A-Nationalmannschaft hatte er am 14. Juni 2008 bei einem 1:1 während der Qualifikation für die Weltmeisterschaft 2010. Hier stand er in der Startelf und wurde zur 19. Minute aber bereits für Patrick Diaiké ausgewechselt. Nach den Ausgaben 2008 und 2010 des Coupe de l’Outre-Mer und weiteren Freundschaftsspielen im Jahr 2011, nahm er mit seinem Team dann als Teilnehmer der Pazifikspiele 2011 teil. Hier gewann er mit seinem Team im Finale über die Salomonen dann auch das Turnier. Im Jahr 2012 folgten dann noch die Qualifikation für die Weltmeisterschaft 2014 bzw. die Ozeanienmeisterschaft 2012 sowie die 2012er Ausgabe des Coupe de l’Outre-Mer.
Nach drei Jahren ohne Spiel kam er dann schließlich bei der Qualifikation für die Weltmeisterschaft 2018, ab Mai 2016 wieder zum Einsatz. Auch im Halbfinale der Ozeanienmeisterschaft 2016 war er im Einsatz. Im Sommer 2019 folgten dann auch noch wiederum Einsätze bei den Pazifikspielen 2019. Zuletzt kam er sogar noch in zwei Partien der Qualifikation für die Weltmeisterschaft 2022 zum Einsatz.